# Hypoxylon rubiginosum

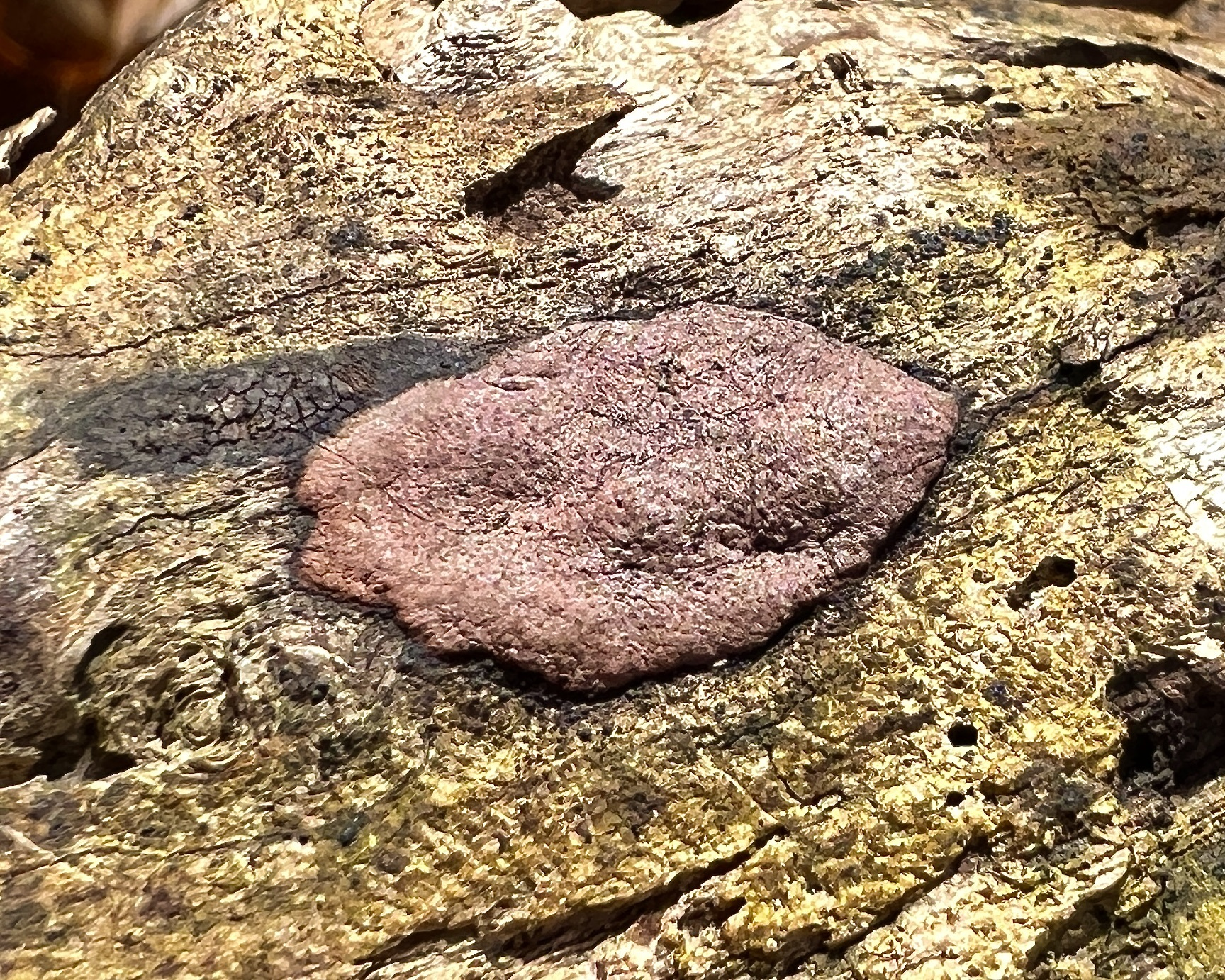

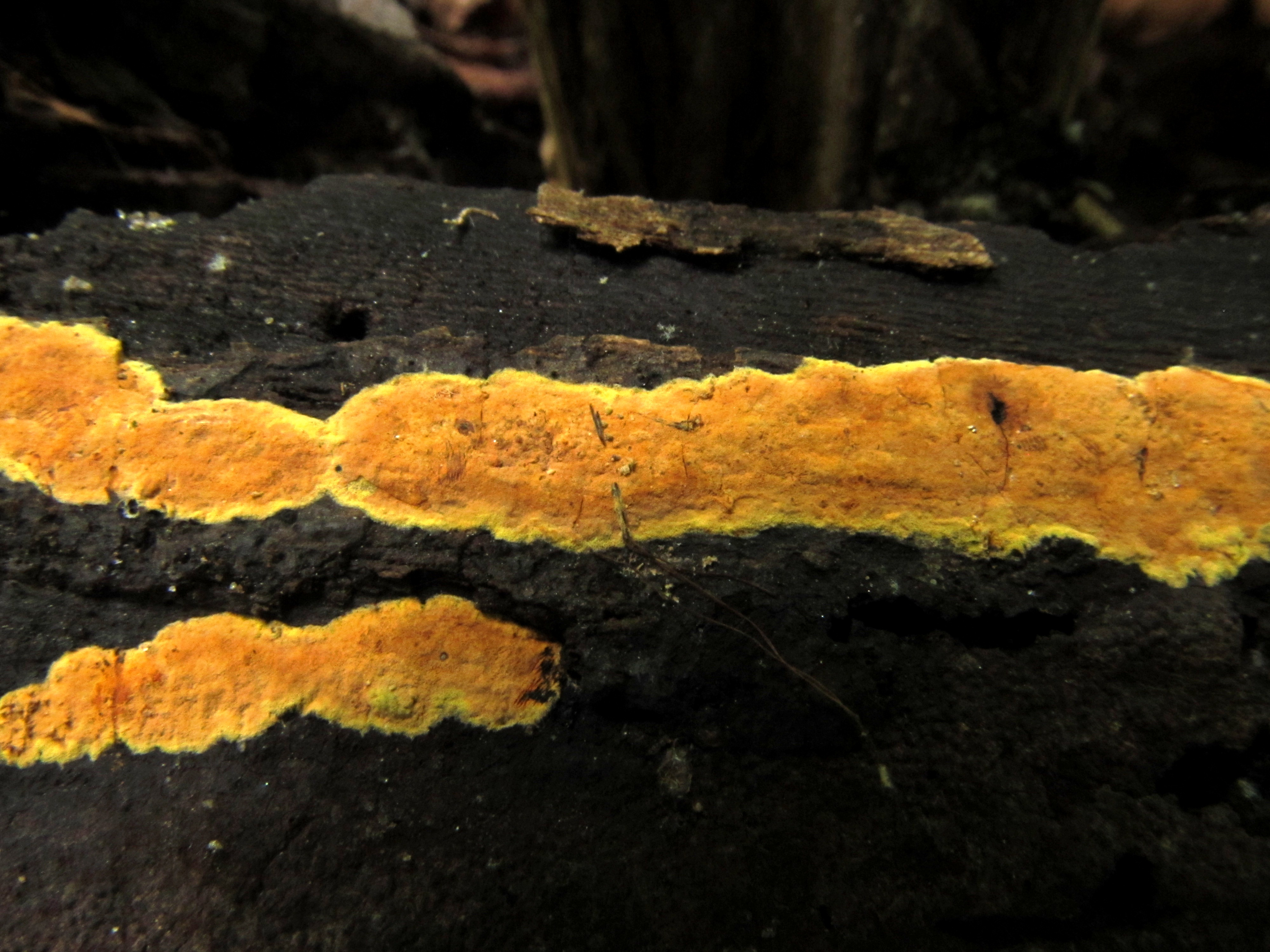

Hypoxylon rubiginosum (Pers.) Fr. – gatunek grzybów z rzędu próchnilcowców (Xylariales).

## Systematyka i nazewnictwo
Pozycja w klasyfikacji według Index Fungorum: Hypoxylon, Hypoxylaceae, Xylariales, Xylariomycetidae, Sordariomycetes, Pezizomycotina, Ascomycota, Fungi.
Po raz pierwszy takson ten opisał w 1801 r. Christiaan Hendrik Persoon nadając mu nazwę Sphaeria rubiginosum. Obecną nazwę nadał mu Elias Fries w 1849 r.
Ma około 20 synonimów. Niektóre z nich:
- Hypoxylon rubiginosum var. microsporum Whalley 1981
- Hypoxylon rubiginosum var. miserrimum (Speg.) Sacc. 1897
- Hypoxylon rubiginosum var. robustum (Speg.) Sacc. 1897[2].

## Morfologia
Owocnik
Młode owocniki wyglądają jak smugi rdzawej farby. Z wiekiem, w miarę rozwoju podkładki, stają się grubsze i pojawiają się na nich guzkowate wypukłości. Dojrzała podkładka jest płaska, ze słabo widocznymi perytecjami. Powierzchnia rdzawa do ciemnoceglastej, czasami bardziej żółtobrązowa, wewnątrz ciemnobrązowa. Jeśli brzeg podkładki wykracza poza perytecja, może być bardziej jaskrawy. Pigmenty ekstrahowane KOH mają kolor od pomarańczowego do rdzawego. Anamorfa jest czerwonawo-szara do brązowej, mączysta, powstaje pod korą, i poprzedza powstawanie teleomorfy.
Cechy mikroskopowe
Perytecja półkuliste, lub kanciaste gdy występują w zwarciu, 0,2–0,5 × 0,3–0,7 mm, z ostiolami słabo wyodrębnionymi, nie tworzącymi wyraźnych brodawek. Worki cylindryczne, 60–150 × 6–9 µm, na trzonkach o długości 40–50 µm, ośmiozarodnikowe. Parafizy liczne, proste, nitkowate, rzadko septowane, o szerokości 4–5 µm. Askospory jednorzędowe, nierównobocznie elipsoidalne, jasnobrązowe do ciemnobrązowych lub czarnych, z podłużną porą rostkową, 9–13,5 × 4–6 µm. Anamorfa powstaje wcześniej niż teleomorfa, na żywicielu czerwonawo-szara do brązowej, rozpostarta, mączysta, wyrastająca spod kory, która rozpada się, aby ją odsłonić. Na podłożu PDA i MA rośnie powoli, tworząc kolonię białawo-szarą w górnej części i brązowawą do czarnej w dolnej. Po 2–3 tygodniach w temperaturze 23 °C zaczyna zarodnikować, zmieniając barwę powierzchni na brązowozieloną do ciemnobrązowej. Konidiofory 4–10 × 1,5–4 µm, szkliste do jasnozielonożółtych, wyprostowane, proste lub słabo rozgałęzione, zwykle krótkie, o szerokości 1–2 µm, pokryte wyraźnymi bliznami konidialnymi. Konidia jajowato-elipsoidalne, szkliste, o lekko szorstkich ściankach, powstające w gronach na wierzchołkach konidioforów, lub wyrastające z pojedynczych blizn bocznych.

## Występowanie
Hypoxylon rubiginosum występuje na niektórych wyspach i na wszystkich kontynentach poza Antarktydą. Występuje również w Polsce.
Grzyby nadrzewne, saprotrofy. Zazwyczaj rozwija się na drewnie pozbawionym kory. Występuje na pniach i gałęziach twardego drewna wielu gatunków, w tym klonu, jesionu, wiązu, lipy, wierzby. Rozprzestrzenia się zarówno przez bezpłciowe konidia, jak i płciowe askospory.